# Serranus atricauda
Serranus atricauda е вид бодлоперка от семейство Serranidae.

## Разпространение и местообитание
Видът е разпространен в Алжир, Испания (Канарски острови), Мавритания, Мароко, Португалия (Азорски острови) и Франция.
Обитава крайбрежията на морета.

## Описание
На дължина достигат до 43,2 cm.
Продължителността им на живот е около 16 години. Популацията на вида е намаляваща.